# Sundance Film Festival 2018

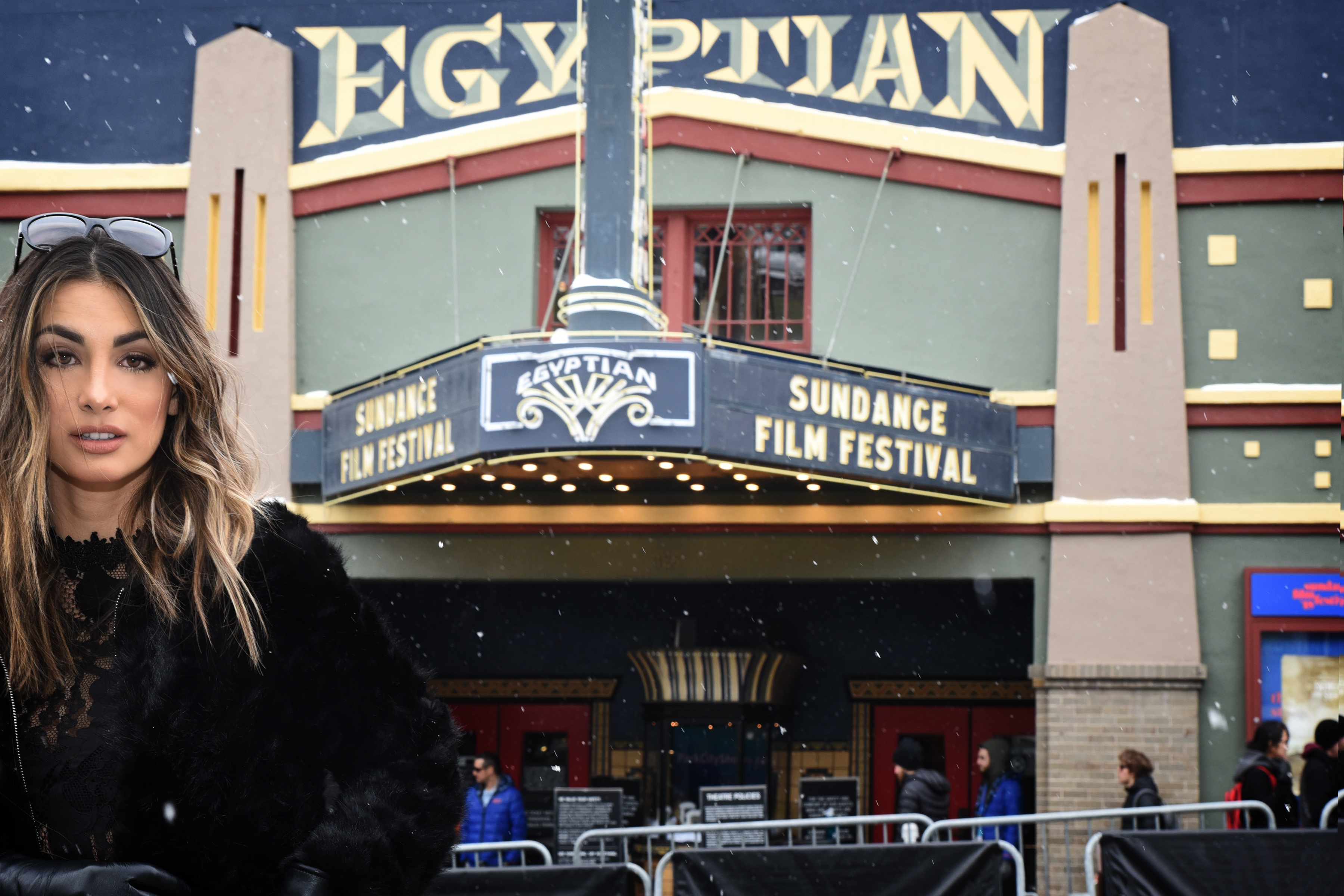
Egyptian Theater

Il Sundance Film Festival 2018 ha avuto luogo a Park City, Utah, dal 18 gennaio al 28 gennaio 2018.
Il programma dell'edizione è stato annunciato il 29 novembre 2017.

## Programma

### U.S. Dramatic
- American Animals, regia di Bart Layton
- Blaze, regia di Ethan Hawke
- Blindspotting, regia di Carlos López Estrada
- Burden, regia di Andrew Heckler
- Eighth Grade - Terza media (Eighth Grade), regia di Bo Burnham
- I Think We're Alone Now, regia di Reed Morano
- Lontano da qui (The Kindergarten Teacher), regia di Sara Colangelo
- Lizzie, regia di Craig William Macneill
- La diseducazione di Cameron Post, regia di Desiree Akhavan
- Monster, regia di Anthony Mandler
- Monsters and Men, regia di Reinaldo Marcus Green
- Nancy, regia di Christina Choe
- Sorry to Bother You, regia di Boots Riley
- The Tale, regia di Jennifer Fox
- Tyrel, regia di Sebastián Silva
- Wildlife, regia di Paul Dano

### U.S. Documentary
- Bisbee '17, regia di Robert Greene
- Crime + Punishment, regia di Stephen Maing
- Dark Money, regia di Kimberly Reed
- The Devil We Know, regia di Stephanie Soechtig
- Hal, regia di Amy Scott
- Hale County This Morning, This Evening, regia di RaMell Ross
- Inventing Tomorrow, regia di Laura Nix
- Kailash, regia di Derek Doneen
- Kusama - Infinity, regia di Heather Lenz
- The Last Race, regia di Michael Dweck
- Minding the Gap, regia di Bing Liu
- Sulle sue spalle (On Her Shoulders), regia di Alexandria Bombach
- The Price of Everything, regia di Nathaniel Kahn
- Seeing Allred, regia di Sophie Sartain e Roberta Grossman
- The Sentence, regia di Rudy Valdez
- Three Identical Strangers, regia di Tim Wardle

### World Cinema Dramatic
- E respirare normalmente (And Breathe Normally), regia di Ísold Uggadóttir (Islanda, Belgio, Svezia)
- Butterflies, regia di Tolga Karaçelik (Turchia)
- Dead Pigs, regia di Cathy Yan (Cina)
- Il colpevole - The Guilty (Den skyldige), regia di Gustav Möller (Danimarca)
- Holiday, regia di Isabella Eklöf (Danimarca, Paesi Bassi)
- Benzinho, regia di Gustavo Pizzi (Brasile, Uruguay)
- Miserere, regia di Babis Makridis (Grecia, Polonia)
- The Queen of Fear, regia di Valeria Bertuccelli e Fabiana Tiscornia (Argentina, Danimarca)
- Rust, regia di Aly Muritiba (Brasile)
- Time Share (Tiempo Compartido), regia di Sebastián Hofmann (Messico, Paesi Bassi)
- Un Traductor, regia di Rodrigo Barriuso e Sebastián Barriuso (Canada, Cuba)
- Yardie, regia di Idris Elba (Regno Unito)

### World Cinema Documentary
- A Polar Year, regia di Samuel Collardey (Francia)
- Anote's Ark, regia di Matthieu Rytz (Canada)
- The Cleaners, regia di Moritz Riesewieck e Hans Block (Germania, Brasile)
- Genesis 2.0, regia di Christian Frei e Maxim Arbugaev (Svizzera)
- MATANGI / MAYA / M.I.A., regia di Stephen Loveridge (Sri Lanka, Regno Unito, Stati Uniti d'America)
- Of Fathers and Sons, regia di Talal Derki (Germania, Syria, Libano, Qatar)
- The Oslo Diaries, regia di Mor Loushy e Daniel Sivan (Israele, Canada)
- Our New President, regia di Maxim Pozdorovkin (Russia, Stati Uniti d'America)
- Shirkers, regia di Sandi Tan (Stati Uniti d'America)
- This is Home, regia di Alexandra Shiva (Stati Uniti d'America, Giordania)
- Westwood, regia di Lorna Tucker (Regno Unito)
- A Woman Captured, regia di Bernadett Tuza-Ritter (Ungheria)

### Premieres
- Beirut, regia di Brad Anderson
- Il ricevitore è la spia (The Catcher Was a Spy), regia di Ben Lewin
- Colette, regia di Wash Westmoreland
- Domenica (Come Sunday), regia di Joshua Marston
- Damsel, regia di David Zellner e Nathan Zellner
- Don't Worry (Don't Worry, He Won't Get Far on Foot), regia di Gus Van Sant
- A Futile and Stupid Gesture, regia di David Wain
- The Happy Prince - L'ultimo ritratto di Oscar Wilde (The Happy Prince), regia di Rupert Everett
- Hearts Beat Loud, regia di Brett Haley
- Juliet, Naked - Tutta un'altra musica (Juliet, Naked), regia di Jesse Peretz
- A Kid Like Jake, regia di Silas Howard
- Ophelia, regia di Claire McCarthy
- Puzzle, regia di Marc Turtletaub
- The Long Dumb Road, regia di Hannah Fidell
- Private Life, regia di Tamara Jenkins
- Senza lasciare traccia (Leave No Trace), regia di Debra Granik
- What They Had, regia di Elizabeth Chomko
- Tully, regia di Jason Reitman

### Documentary Premieres
- Akicita.: The Battle of Standing Rock, regia di Cody Lucich
- Bad Reputation, regia di Kevin Kerslake
- Believer, regia di Don Argott
- Chef Flynn, regia di Cameron Yates
- The Game Changers, regia di Louie Psihoyos
- Generation Wealth, regia di Lauren Greenfield
- Half The Picture, regia di Amy Adrion
- Jane Fonda in Five Acts, regia di Susan Lacy
- King In The Wilderness, regia di Peter Kunhardt
- Quiet Heroes, regia di Jenny Mackenzie, Jared Ruga e Amanda Stoddard
- RBG regia di Betsy West e Julie Cohen
- Robin Williams: Come Inside My Mind, regia di Marina Zenovich
- Studio 54, regia di Matt Tyrnauer
- Won't You Be My Neighbor?, regia di Morgan Neville

### NEXT
- 306 Hollywood, regia di Elan Bogarín e Jonathan Bogarín
- A Boy, A Girl, A Dream., regia di Qasim Basir
- An Evening With Beverly Luff Linn, regia di Jim Hosking
- Clara's Ghost, regia di Bridey Elliott
- Madeline's Madeline, regia di Josephine Decker
- Night Comes On, regia di Jordana Spiro
- Searching, regia di Aneesh Chaganty
- Skate Kitchen, regia di Crystal Moselle
- Quando eravamo fratelli (We the Animals), regia di Jeremiah Zagar
- White Rabbit, regia di Daryl Wein

### Midnight
- Arizona, regia di Jonathan Watson
- Assassination Nation, regia di Sam Levinson
- Hereditary - Le radici del male (Hereditary), regia di Ari Aster
- Lords of Chaos, regia di Jonas Åkerlund
- Mandy, regia di Panos Cosmatos
- Never Goin' Back, regia di Augustine Frizzell
- Piercing, regia di Nicolas Pesce
- Revenge, regia di Coralie Fargeat
- Summer of '84, regia di François Simard, Anouk Whissell e Yoann Whissell

### Spotlight
- Beast, regia di Michael Pearce
- Morto Stalin, se ne fa un altro (The Death of Stalin), regia di Armando Iannucci
- Foxtrot - La danza del destino (Foxtrot), regia di Samuel Maoz
- I Am Not a Witch, regia di Rungano Nyoni
- The Rider - Il sogno di un cowboy (The Rider), regia di Chloé Zhao
- A Beautiful Day - You Were Never Really Here (You Were Never Really Here), regia di Lynne Ramsay
- Sweet Country, regia di Warwick Thornton

### Kids
- Yoake tsugeru Lu no uta, regia di Masaaki Yuasa
- Science Fair, regia di Cristina Costantini e Darren Foster
- White Fang, regia di Alexandre Espigares

## Giurie
- U.S. Documentary: Barbara Chai, Simon Chinn, Chaz Ebert, Ezra Edelman, Matt Holzman
- U.S. Dramatic: Rachel Morrison, Jada Pinkett Smith, Octavia Spencer, Michael Stuhlbarg, Joe Swanberg
- World Cinema Documentary: Joslyn Barnes, Billy Luther, Paulina Suárez
- World Cinema Dramatic: Hanaa Issa, Ruben Östlund, Michael J. Werner
- Shorts Film: Cherien Dabis, Shirley Manson, Chris Ware
- NEXT: RuPaul
- Premio Alfred P. Sloan: Robert Benezra, Heather Berlin, Kerry Bishé, Nancy Buirski

## Premi
- Grand Jury Prize: Dramatic – La diseducazione di Cameron Post di Desiree Akhavan
- Directing Award: Dramatic – Sara Colangelo per Lontano da qui (The Kindergarten Teacher)
- Waldo Salt Screenwriting Award – Christina Choe per Nancy
- U.S. Dramatic Special Jury Award – Outstanding First Feature - Reinaldo Marcus Green per Monsters and Men
- U.S. Dramatic Special Jury Award – Excellence in Filmmaking - Reed Morano per I Think We're Alone Now
- U.S. Dramatic Special Jury Award – Acting - Ben Dickey per Blaze
- Grand Jury Prize: Documentary – Kailash di Derek Doneen
- Directing Award: Documentary – Alexandria Bombach per Sulle sue spalle (On Her Shoulders)
- U.S. Documentary Special Jury Award – Social Impact Filmmaking - Crime + Punishment di Stephen Maing
- U.S. Documentary Special Jury Award – Creative Vision - Hale County This Morning This Evening di RaMell Ross
- U.S. Documentary Special Jury Award – Breakthrough Filmmaking - Minding the Gap di Bing Liu
- U.S. Documentary Special Jury Award – Storytelling - Three Identical Strangers di Tim Wardle
- Audience Award: Dramatic – Burden di Andrew Heckler
- Audience Award: Documentary – The Sentence di Rudy Valdez
- Audience Award: World Cinema Dramatic - Il colpevole - The Guilty (Den skyldige) di Gustav Möller
- Audience Award: World Cinema Documentary - This is Home di Alexandra Shiva
- World Cinema Grand Jury Prize: Dramatic – Butterflies di Tolga Karaçelik
- World Cinema Directing Award: Dramatic – E respirare normalmente (And Breathe Normally) di Isold Uggadtti
- World Cinema Dramatic Special Jury Award for Acting – Valeria Bertuccelli per The Queen of Fear
- World Cinema Dramatic Special Jury Prize for Screenwriting – Time Share (Tiempo Compartido) di Sebastián Hofmann
- World Cinema Dramatic Special Jury Prize for Ensemble Acting – Dead Pigs di Cathy Yan
- World Cinema Jury Prize: Documentary – Of Fathers and Sons di Talal Derki
- World Cinema Directing Award: Documentary – Shirkers di Sandi Tan
- World Cinema Documentary Special Jury Award – MATANGI / MAYA / M.I.A. di Stephen Loveridge
- World Cinema Documentary Special Jury Award for Best Cinematography – Genesis 2.0 di  Christian Frei e Maxim Arbugaev
- World Cinema Documentary Special Jury Award for Editing – Our New President di Maxim Pozdorovkin e Matvey Kulakov
- NEXT Innovator Award – (ex aequo) Night Comes On di Jordana Spiro e Quando eravamo fratelli (We the Animals) di Jeremiah Zagar
- NEXT Audience Award - Searching di Aneesh Chaganty
- Alfred P. Sloan Prize – Searching di Aneesh Chaganty
- NHK Award - His House di Remi Weekes
- Amazon Studios Producers Awards: Documentary Feature - Dark Money di Katy Chevigny e Marilyn Ness
- Amazon Studios Producers Awards: Narrative Feature - Searching scritto da Aneesh Chaganty e Sev Ohanian